# 향주머니

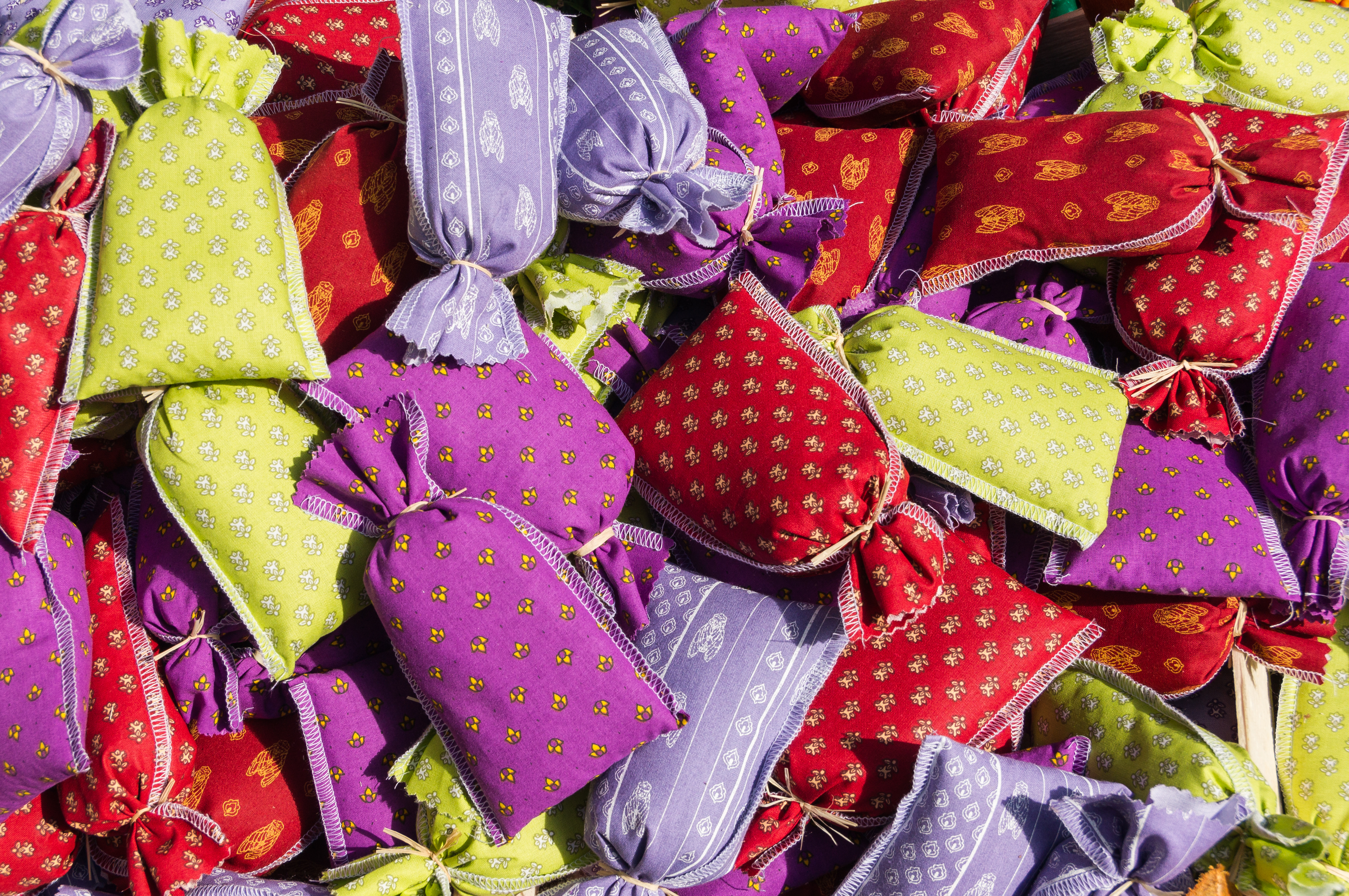
독일의 향주머니

향주머니(香---), 향낭(香囊) 또는 사셰(프랑스어: sachet)는 향이 나는 주머니이다. 작은 천 주머니에 향, 약재, 허브, 포푸리 또는 다른 방향성 재료를 넣어 만들며, 몸에 지니거나 방충과 향기를 위하여 옷 사이 등에 보관한다.

## 역사
《고려도경》에는 고려 시대의 귀부인들이 금향낭(錦香囊)을 많이 찰수록 자랑으로 여겼다는 기록이 있다. 한국의 전통 향낭은 용도에 따라 여러 종류의 향과 약재를 배합해 만들었으며, 실용적, 장식적 의미 외에 주술적 의미를 지니기도 했다.

## 같이 보기
- 운봉수향낭